# Джоана Хайнс
Джоана Хайнс (на английски: Joanna Hines) е английска писателка на произведения в жанра психологически трилър, криминален роман и исторически роман. Пише документалистика под моминското си име Джоана Ходжкин (на английски: Joanna Hodgkin).

## Биография и творчество
Джоана Хайнс е родена през 1949 г. в Лондон, Англия. Майка ѝ Нанси Майърс е първата съпруга на писателя Лорънс Дърел. Учи в Сомървил Колидж на Оксфордския университет. Дълги години живее на полуостров Лизард в Корнуол, който е вдъхновение за готическия характер на романите ѝ.
Първият ѝ роман „Dora's Room“ (Стаята на Дора) е издаден през 1993 г.
През 2003 г. романът ѝ „Improvising Carla“ е екранизиран в телевизионния филм „Carla“ с участието на Лесли Шарп и Хелън Маккрори.
През 2012 г. е издадена книгата ѝ „Аматьори в Рая“, която е посветена на брака на майка ѝ с Лорънс Дърел.
Писала е материали и рецензии на книги, в издания като „Гардиън“ и „Литературен преглед“. Преподавала е творческо писане и е била лектор в Центъра за писатели в Норич.
Била е член на Кралския литературен фонд в университета „Сейнт Мери“.
Тя е основател заедно със съпруга си, канадския поет Дерек Хайнс, на издателство „Cargo Press“. Имат дъщеря и син.
Джоана Хайнс живее със семейството си в Лондон.

## Произведения

### Самостоятелни романи
- Dora's Room (1993)
- The Fifth Secret (1995)
- Autumn of Strangers (1997)
- Improvising Carla (2000)
- Surface Tension (2002)
- Angels of the Flood (2004)
- The Murder Bird (2006)
Птицата убийца, изд.: ИК „Бард“, София (2008), прев. Мария Панева

### Серия „Момиче от Корниш“ (Cornish Girl)
1. The Cornish Girl (1994)
2. The Puritan's Wife (1996)
3. The Lost Daughter (1999)

### Документалистика
- Amateurs In Eden: The Story of a Bohemian Marriage, Nancy and Lawrence Durrell (2012)
- Tell Me Who I Am (2013)

### Екранизации
- 2003 Carla – ТВ филм, по романа „Improvising Carla“